# Parcul național Paradis slovac
Parcul național Paradis slovac (slovacă Slovenský raj) este o regiune muntoasă în Parcul Național Slovac care aparține de unitatea geomorfologică Spišsko-gemerský kras care fac parte din Munții Metaliferi Slovaci, grupa Carpații de Vest. Paradisul Slovac este situat în partea nord-estică a Carpaților de Vest. Regiunea se află pe teritoriul districtelor urbane Spišská Nová Ves și  Poprad și are o suprafață de 200 km², având  altitudinea medie între 800 și 1100 de m. Parcul național oferă tot timpul anului posibilități de activitate sportivă, ca drumeție, schi sau escalări alpine.